# Kaila Butler
Kaila Butler (* 16. Juli 1998 in New Westminster) ist eine kanadische Leichtathletin, die sich auf den Hammerwurf spezialisiert hat.

## Sportliche Laufbahn
Erste Erfahrungen bei internationalen Meisterschaften sammelte Kaila Butler, die an der Bowling Green State University in den Vereinigten Staaten studierte, im Jahr 2019, als sie bei der Sommer-Universiade in Neapel ohne einen gültigen Versuch in der Qualifikationsrunde ausschied. 2022 belegte sie bei den Commonwealth Games in Birmingham mit 64,22 m den achten Platz und gelangte anschließend bei den NACAC-Meisterschaften in Freeport mit 60,73 m auf den fünften Platz. Im Jahr darauf gewann sie bei den Panamerikanische Spielen in Santiago de Chile mit 65,10 m die Bronzemedaille hinter der US-Amerikanerin DeAnna Price und Rosa Rodríguez aus Venezuela.